# Sonac
Sonac é uma comuna francesa na região administrativa de Occitânia, no departamento de Lot. Estende-se por uma área de 7,34 km². Em 2010 a comuna tinha 89 habitantes (densidade: 12,1 hab./km²).